# 打醤油
打醤油（繁体字: 打醬油、簡体字: 打酱油、拼音: dǎ jiàngyóu ターチアンヨウ）は中国のインターネット用語。本義は「醤油を買う」であるが、2008年からネットスラングとして「自分とは関係ない」や「興味ない」という意味で使われている。

## 概要
2008年初頭、そのころ中華圏のメディアを騒がせていた「陳冠希わいせつ写真流出事件」（中国通称「艳照门」事件）に関して、とある市民が街頭で広州テレビ局の記者に取材を求められたところ、
「关我屌事，我出来买酱油的！」（俺と関係ねーんだよ！醤油を買いに来ただけだ！）
とカメラに向かって発言し、話題になった。
この「打酱油」という唐突な発言は中国のネット上で広く伝えられ、2008年からの人気ネット用語になった（発言自体は「买酱油（マイチアンヨウ、mǎi jiàngyóu）。この場合の「打」、「买」は共に「買う」の意味）。「政治のことをしゃべらない」、「敏感な話題に触れない」、「俺と関係ない」、「俺は何も知らない」の皮肉な感じで、政治的な話題全般に対する淡白な姿勢、或いは「非暴力・不服従」の意思を表明することである。